# Palicourea orosiana
Palicourea orosiana är en måreväxtart som beskrevs av Charlotte M. Taylor. Palicourea orosiana ingår i släktet Palicourea och familjen måreväxter. Inga underarter finns listade i Catalogue of Life.